# Moga (Distrikt)
Der Distrikt Moga (Panjabi ਮੋਗਾ ਜ਼ਿਲ੍ਹਾ) ist ein Distrikt im nordindischen Bundesstaat Punjab. Verwaltungssitz ist die Stadt Moga.

## Geschichte
Der Distrikt Moga entstand 1995 aus Teilen des Distrikt Faridkot.

## Bevölkerung
Die Einwohnerzahl liegt bei 995.746 (2011). Die Bevölkerungswachstumsrate im Zeitraum von 2001 bis 2011 betrug 11,28 %. Moga hat ein Geschlechterverhältnis von 893 Frauen pro 1000 Männer und damit einen für Indien üblichen Männerüberschuss. Der Distrikt hat eine Alphabetisierungsrate von 70,68 % im Jahr 2011, eine Steigerung um knapp 7 Prozentpunkte gegenüber dem Jahr 2001. Die Alphabetisierung liegt damit leicht unter dem nationalen Durchschnitt. Knapp 82,2 % der Bevölkerung sind Sikhs, 15,9 % sind Hindus, 0,9 % sind Muslime, 0,3 % sind Christen und 0,5 % gaben keine Religionszugehörigkeit an.
Knapp 22,8 % der Bevölkerung leben in Städten.  Die größte Stadt ist Moga mit 150.411 Einwohnern.

## Wirtschaft
Die Hauptbeschäftigung für die meisten Menschen in diesem Distrikt ist die Landwirtschaft. Der Moga Distrikt gehört zu den größten Produzenten von Weizen und Reis im indischen Punjab.